# Justo Suárez
Justo Suárez (Buenos Aires, 9 de enero de 1909 - Cosquín, Córdoba, 10 de agosto de 1938), conocido como "El torito de Mataderos", fue un popular boxeador argentino de peso liviano. Su inmensa popularidad superó ampliamente a sus logros profesionales.

## Introducción
Justo Suárez fue el primer gran ídolo que dio el deporte argentino. A fuerza de golpes, no solo en el ring, sino también en la vida, se ganó en poco tiempo la admiración de las masas que se sintieron identificadas con su historia. Desde la miseria más absoluta llegó al estrellato y casi a la misma velocidad que ascendió se hundió en un ocaso muy oscuro. El Torito de Mataderos vivió rápido y murió joven, porque una tuberculosis terminó con su vida cuando solo tenía 29 años.

## Biografía

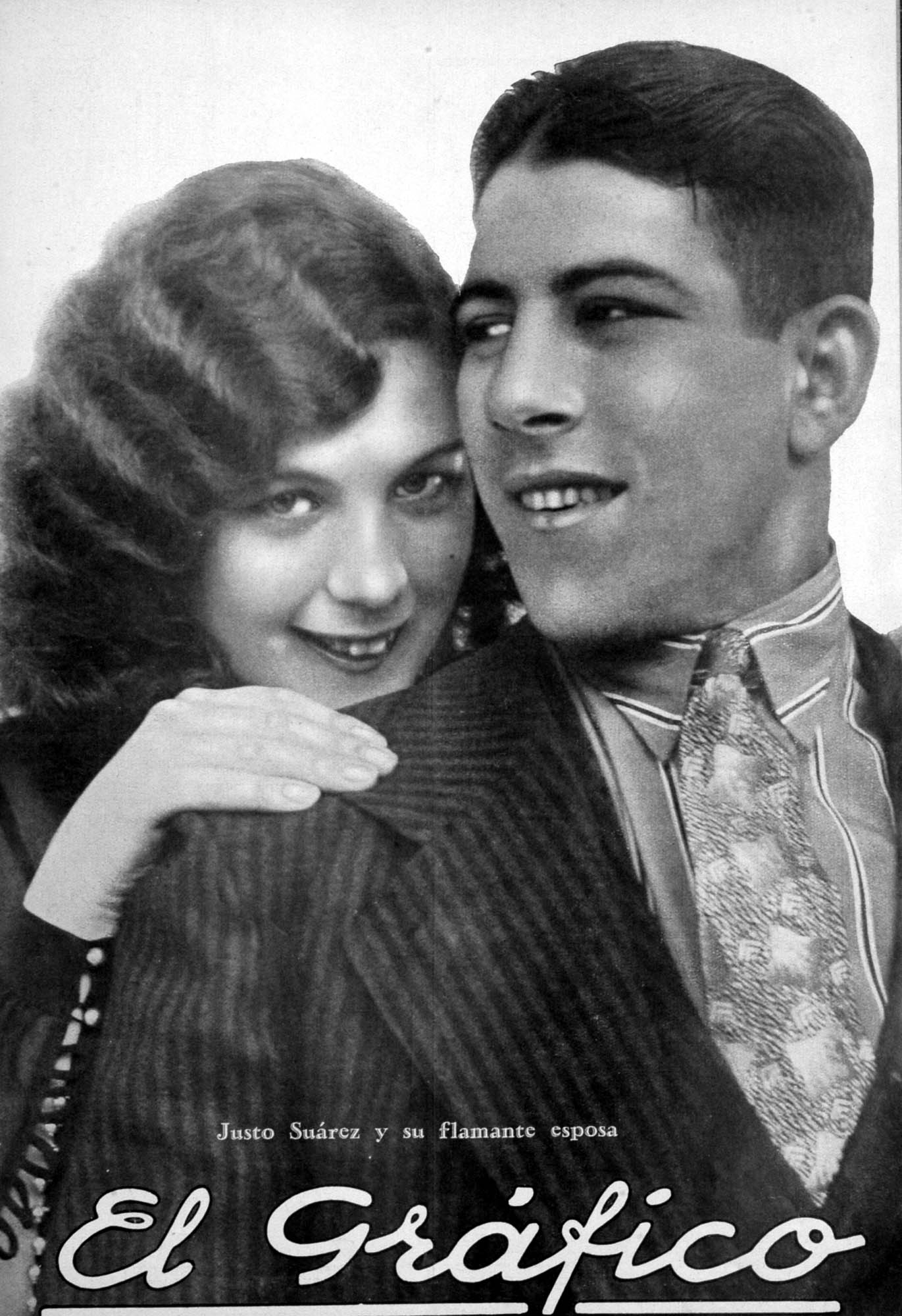
Suárez y su esposa, recién casados en 1930.

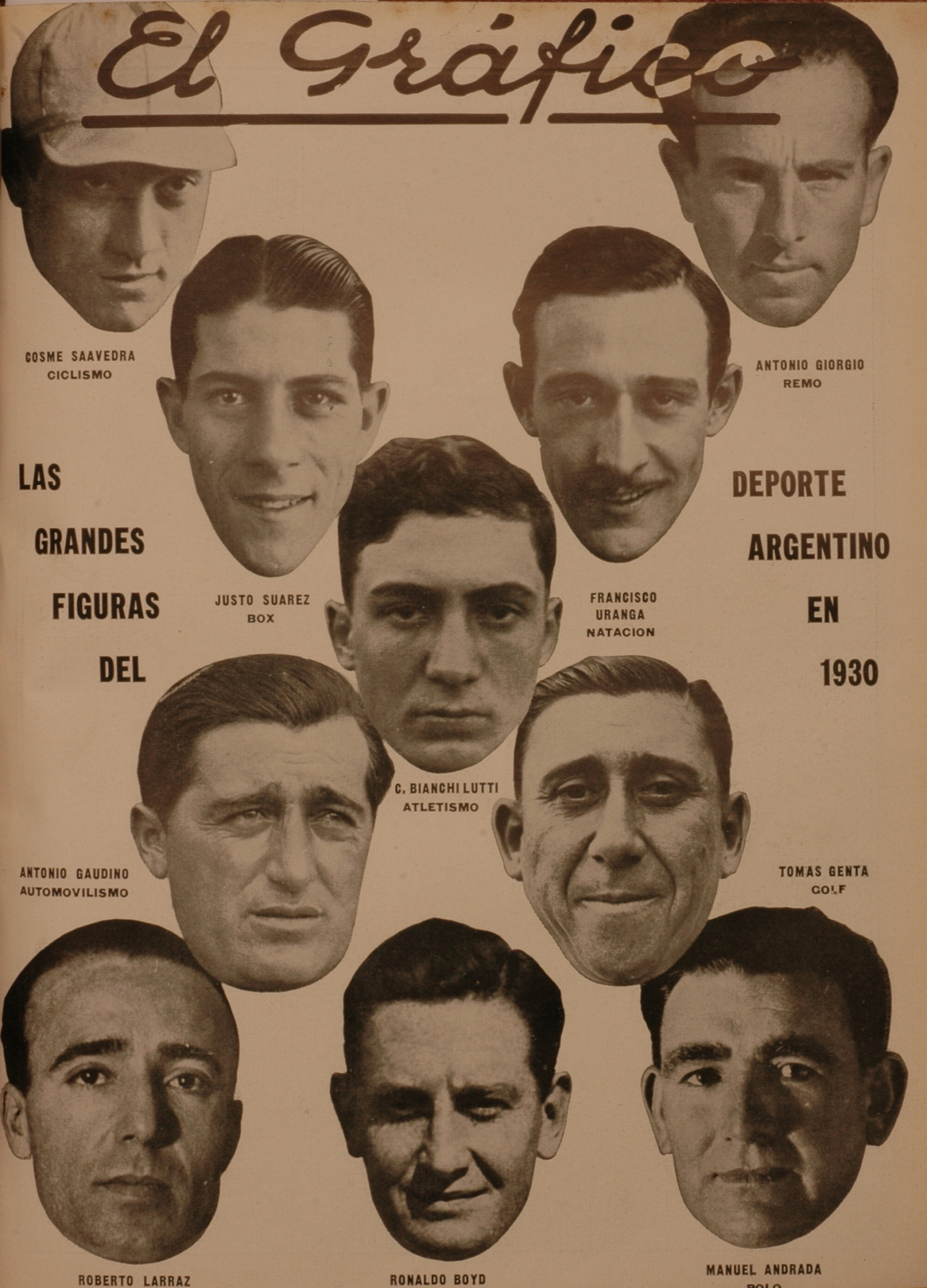
Suárez, el primero de la segunda fila, en 1931.

Fue el decimoquinto hijo de una familia que tuvo 25 hijos y ya desde su más temprana infancia se vio obligado a rebuscársela para llevar el pan a su casa. Desde los 9 años trabajó de lustrador, canillita o mucanguero, encargado de bajar de las canaletas la grasa liviana, llamada mucanga, de los mataderos. Mientras tanto empezaba a tirar sus primeros golpes, sin demasiada ortodoxia, en un improvisado ring en el fondo su casa, en la calle Guaminí, en el barrio porteño de Mataderos, de ahí su popular apodo. 
A los 10 años ya era profesional, lo que le permitía ganarse algunos pesos extras peleando en festivales en cualquier punto de Buenos Aires. En una de estas reuniones celebrada en la calle Florida, algo que para la época ya era todo un logro, Suárez recibió el mote que lo marcaría para toda la eternidad: "Torito de Mataderos". Con un estilo arrollador y por momentos desordenado, fue demoliendo rivales, por lo que sus actuaciones comenzaron a convocar cada vez más público. Fue así como llegó a José Lectoure. “Vos peleás a la criolla, tenés que aprender”, le dijo el creador del mítico Luna Park, que se encargó de aleccionarlo.
Dos años después estaba peleando por el título argentino liviano y una multitud ya lo acompañaba. La vieja cancha de River Plate fue el escenario en donde se midió con Julio Mocoroa, al cual venció por puntos. La revancha no se pudo hacer porque el campeón saliente murió tiempo después. Para esa altura, el Torito de Mataderos ya vestía trajes de primera y su figura estaba más cerca de los 'niños bien' que de los trabajadores con los que se codeaba en su infancia, aunque nunca los olvidaba. Por primera vez, las ignoradas clases bajas veían cómo uno de los suyos salía de la pobreza para vivir con todas las comodidades. Además, se había casado con Pilar Bravo, una joven telefonista que lo acompañó durante algunos años hasta que se divorciaron cuando el declive ya parecía algo indefectible.
Gracias a la popularidad que había conseguido en Argentina, pudo tomarse un barco para irse a probar suerte a Estados Unidos, la gran meca del boxeo. Otra vez hizo todo a gran velocidad. En 4 meses realizó 5 peleas y arrasó a sus rivales para rápidamente hacerse un nombre. Volvió al país con toda la gloria. A su vuelta peleó en un Luna Park repleto ante el chileno Estanislao Loayza, al cual le ganó por puntos en una de las mejores peleas de su carrera: registró 24 triunfos, 2 caídas, 1 empate y 1 sin decisión. Entre los presentes se encontraba el dictador Uriburu y los príncipes de Inglaterra Eduardo de Windsor y Jorge de Kent, padre de la Reina Isabel II, y futuro Jorge VI, que lo aplaudieron de pie desde la primera fila cuando el árbitro le levantó la mano para declararlo triunfador.

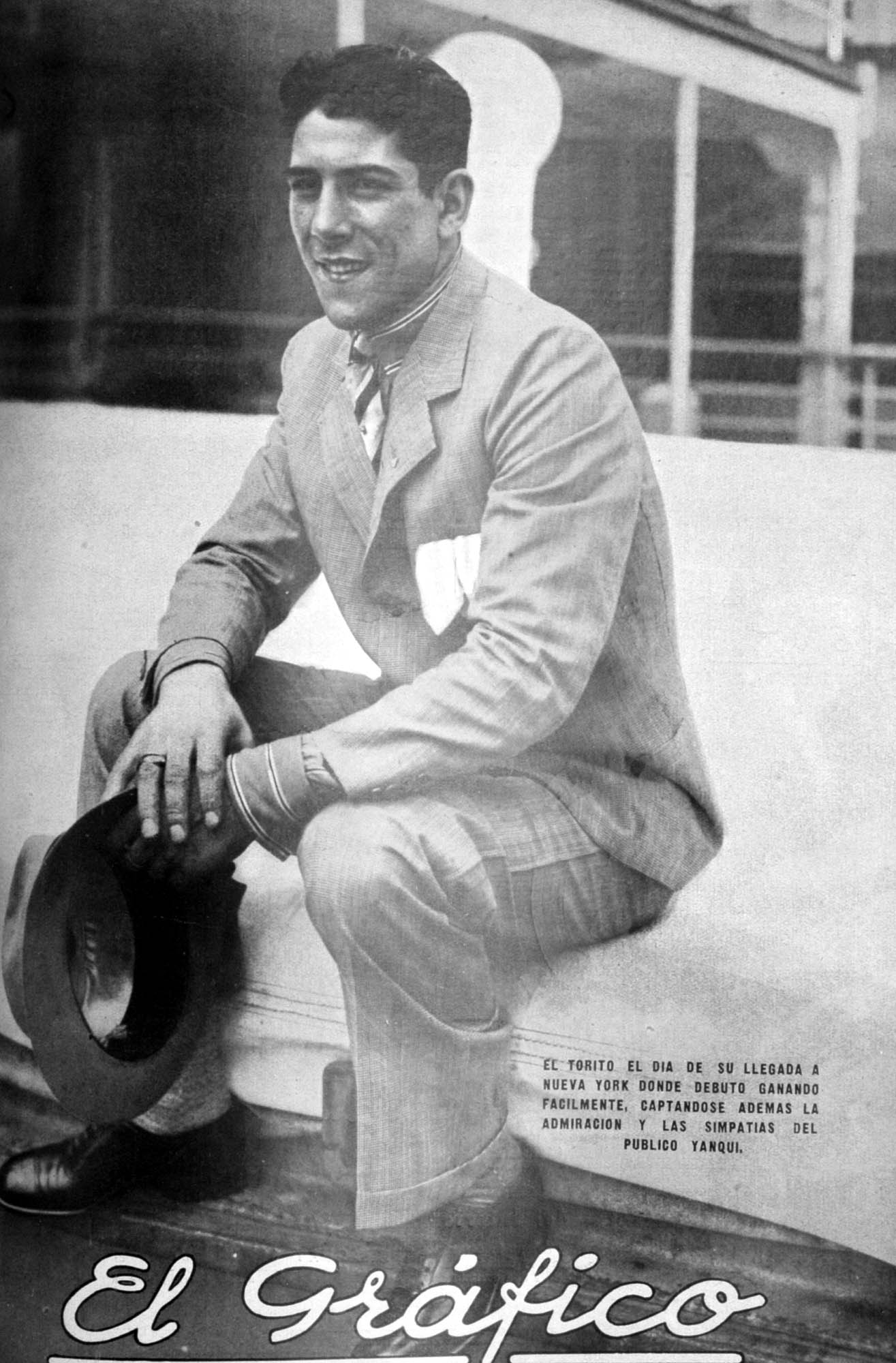
Suárez en Nueva York, 1930.

Retornó a Estados Unidos para ir por el título del mundo, pero las risas se empezaron a borrar y de a poco todo se fue tiñendo de negro. En su camino hacía el cetro mundialista, tuvo que enfrentarse con un duro como Billy Petrolle, que no era alguien de renombre pero se ganaba el pan probando figuras antes de una gran cita. El local fue demasiado y el Torito de Mataderos cayó en 9 asaltos, lo que fue su primera derrota en el campo profesional. Al mismo tiempo, también perdía en lo sentimental porque su esposa lo dejaba. El divorcio ya era cosa juzgada.
La chance de pelear por convertirse en rey de los livianos se había esfumado. Ese fue el comienzo del fin, en especial porque la tuberculosis ya estaba cumpliendo un papel importante. En 1932 Víctor Peralta le sacaba el cinturón al gran ídolo popular y esto trajo aparejada la separación con Lectoure, quien fue su representante y mentor. La última vez que se lo vio arriba de un ring fue ante su amigo Juan Pathenay, que subió con la consigna de no pegarle. Así y todo le ganó y no solo el triunfador lloró, sino también que todo el Palacio de los Deportes, que vivió una de sus noches más negras.
La enfermedad estaba ganando por knockout. Se trasladó a Córdoba con la poca plata que le quedaba. Tres años después moría en la miseria absoluta con una de sus hermanas al lado y lejos de toda la gloria que lo había acompañado. Sus restos fueron traídos a Buenos Aires desde Cosquín. Cuando el cortejo fúnebre lo conducía al cementerio de la Chacarita, la multitud que lo despedía levantó el cajón y lo llevó hasta el Luna Park para darle el último adiós en el lugar en el cual el Torito de Mataderos había escrito varias de las páginas más gloriosas de su efímera historia. Al día de hoy sus restos permanecen en esa necrópolis, en el panteón de la Casa del Boxeador, donde reposan también figuras como Raúl Landini, Pascual Pérez, Alfredo Prada o, hasta 2013, José María Gatica.

## Justo Suárez en la memoria popular
El 16 de julio de 1930, el popular cantor de tangos Charlo grabó "Muñeco al suelo" (con letra de Venancio Clauso y música de Modesto Papavero), dedicado a Justo Suárez.
Justo Suárez fue el protagonista de Torito (Final del juego, 1956), uno de los relatos más famosos de Julio Cortázar, quien fue un gran admirador de Suárez. El cuento está relatado en primera persona a la manera de un monólogo interior, como si se tratara del pensamiento del propio Justo Suárez, y comienza así:

Qué le vas a hacer, ñato, cuando estás abajo todos te fajan. Todos, che, hasta el más maula. Te sacuden contra las sogas, te encajan la biaba.
Julio Cortázar. "Torito", Final del juego (1956).

En 1994, en el disco Pampas Reggae, de Los Pericos, se le hace homenaje con el tema "Torito".
En 2001 se estrenó una película llamada I love you... Torito, que trata acerca de la vida de Justo Suárez.
La calle de Mataderos (un antiguo tramo de la actual Francisco Bilbao) sobre la cual se encuentra el estadio del Club Atlético Nueva Chicago y la plazoleta ubicada en la intersección de las Avenidas Directorio, Cnel. Cárdenas y la calle Cosquín, llevan su nombre. Además, en ese barrio hay un busto que lo recuerda, en la esquina de Alberdi y Murguiondo. En el mismo barrio de Mataderos hay un complejo de viviendas populares que también inmortaliza su nombre.
Héctor Germán Oesterheld creó en la década del '50 una historieta llamada El Indio Suárez, sobre un boxeador de origen humilde que a fuerza de disciplina y trabajo duro logra hacerse de una brillante carrera deportiva, primero como pugilista y luego como entrenador. El personaje está claramente inspirado en Justo Juárez, de quien Oesterheld era admirador. La historieta contó con dibujos de Carlos Freixas.
Justo Suárez aparece en la novela La sangre que corre, de Myrtha Schalom, editada en 2012 por Galerna. Si bien no es el protagonista de la obra, su historia tiene un desarrollo y se muestra lo que fue la vida del "Torito", su ascenso en el mundo del boxeo y su vínculo con el barrio de Mataderos.